# Adolf Strauss (skladatel)
Adolf Strauss (16. srpna 1902 Žatec - patrně 28. září 1944 koncentračního tábora Osvětim) byl český hudební skladatel.

## Život
Narodil se v Žatci v židovské rodině obuvníka Josefa Strausse a jeho ženy Rozi rozené Levi. Hudbu studoval na pražské konzervatoři a živil se hrou v pražských kavárnách. V důsledku antisemitských nepokojů v Praze pokračoval ve studiu na konzervatoři v Lipsku, kde se stal dirigentem v Kristallpalastu. V roce 1923 vydal v Lipsku také svoji první kompozici "Karawanen Fox Trot", tato skladba byl v těchto létech často hrána v rozhlase. Když nacisté získali moc v Německu a hudebníci odmítli hrát pod židovským dirigentem, Adolf a jeho manželka Marie se rozhodli vrátit se do Československa. Usadili se v Chebu, kde si otevřeli obchod s obuví. Jeho manželka Marie Straussová se stala vedoucí tohoto obchodu, zatímco Adolf Strauss pokračoval v komponování. V Chebu vytvořil svou první operetu "Eine Nacht als Pascha", která se však ztratila. Během války působil v pražském ghettu a dne 4. prosince 1941 byl transportem J, č. 586 deportován do koncentračního tábora v Terezíně, kde zůstal aktivní jako hudebník. Dne 28. září 1944 odjel transportem Ek, č. 196 do koncentračního tábora Osvětim. Straussova manželka Maria válku přežila a žila v Lipsku.
k překladu byla použita stránka z německé Wikipedie

## Dílo
- píseň Ich weiß bestimmt, ich werd Dich wiedersehn! na text Ludwiga Hifta. [p 1]